# エレイン・トンプソン＝ヘラ
エレイン・トンプソン＝ヘラ（Elaine Thompson-Herah, 1992年6月28日 - ）は、短距離走を専門とするジャマイカの陸上競技選手。2015年世界陸上競技選手権大会の200mで歴代5位の記録で銀メダルを獲得、また100mの歴代2位記録を保持する。ブラジル・リオデジャネイロで2016年8月13日に開催されたオリンピック女子100m決勝において10秒71で金メダルを獲得、8月17日の200m決勝でも21秒78で2個目の金メダルを手にし、8月19日の4×100mリレーでは銀メダルに輝いた。
2021年開催の東京オリンピック陸上女子100メートルで金メダル、10秒61でオリンピック記録を更新した。また同大会200mでも21秒53のジャマイカ記録を出し、金メダルに輝いた。これでオリンピック100m、200m二冠二連覇を成し遂げた。

## 経歴

### 2014年まで
トンプソンはジャマイカ・マンチェスター教区バナナグラウンド（Banana Ground）の出身である。同郷の陸上競技選手にネスタ・カーターがいる。当初クリスティアナ高校（Christiana High School）で、後にマンチェスター高校（Manchester High School）で陸上競技をしていたが、高校時代のトンプソンはセンスはあるが傑出した選手ではなかった。学生時代の自己ベストはインターハイ（Inter-Secondary Schools Boys and Girls Championships）第二部に出場した際の12秒01で、4位に入ったという程度である。2011年、マンチェスター高校での最終学年は第一部への昇格が期待されたものの、懲罰を受けてしまい、チームを去らねばならなかった。
高校卒業後はMVPトラッククラブのスティーブン・フランシスの兄弟であるポール・フランシスのスカウトでジャマイカ工科大学（UTech）に進学する。MVPトラッククラブの指導を受け、トンプソンの記録は着実に伸びていった。2013年にギブソンリレーズ（Gibson Relays）でシーズンベストとなる11秒41（100m）を記録し、インターカレッジでキャリー・ラッセルに次ぐ2位に入賞した。メキシコ・モレリアで開かれた中米カリブ陸上競技選手権大会で4×100mリレーに出場、ジャマイカチームの1走を務め、チームは43秒58で優勝した。2014年、トンプソンはインターカレッジで初優勝し、ジャマイカ選手権でシーズンベストである11秒17を記録し5位入賞を果たした。イギリス・グラスゴーで開かれた同年のコモンウェルスゲームズのジャマイカ代表に選抜され、4×100mリレー予選に出場した。ジャマイカチームは決勝に進出したが、トンプソンは決勝メンバーには選ばれなかった。

### 2015年以降
トンプソンの世界を舞台にした快進撃は2015年から始まった。3月のインターカレッジで再び優勝し、4月11日のUTechクラシックで自身初の10秒台となる10秒92を記録し、当季世界最高記録を樹立した。キングストンで開かれたジャマイカ国際招待でブレッシング・オカグバレやアリソン・フェリックスを抑えて10秒97をマークし、世界を代表するスプリンターとして証明された。アメリカ・ユージーンで開かれた7月27日のプリフォンテーンクラシックではイングリッシュ・ガードナーと同タイムの10秒84を記録し、当時の歴代30位に入った。
世界選手権代表選考を兼ねたジャマイカ選手権では100mへの出場が期待されたが、コーチのスティーブン・フランシスがストップをかけ、200mに専念することになり、5月に自己ベストとなる22秒37を樹立した。この活躍により100mと200mの2種目出場が期待されることとなったが、コーチのフランシスは2種目出場の準備は行っておらず、目下200mの出場に向け弱点のスタート練習をさせていると語った。トンプソンはジャマイカ選手権で22秒51で優勝、世界選手権の出場資格を得た。
7月25日のロンドングランプリでは200mで自己新記録となる22秒10を記録し、トリ・ボウイやキャンディス・マクグローンに勝利しただけでなく、マリーン・オッティが1991年に樹立した大会記録を塗り替えた。世界選手権本番では21秒66と前回大会の優勝記録を上回ったが0秒03差でダフネ・シパーズに競り負け、銀メダルであった。
2016年リオデジャネイロオリンピックでは100mに出場、トリ・ボウイやシェリー＝アン・フレーザー＝プライスを抑え、金メダルを獲得した。続いて200mでも優勝候補と言われていたダフネ・シパーズを振り切って金メダルを獲得、1988年のソウルオリンピックでのフローレンス・グリフィス＝ジョイナー以来となる100m・200mの2冠という快挙を成し遂げた。4×100mリレーではジャマイカチームの一員として出場、銀メダルを獲得した。
2019年、元選手でコーチのデロン・ヘラ（Derron Herah）と結婚、姓をトンプソン＝ヘラに改めた。
2021年7月31日、東京オリンピック女子100m決勝で、フローレンス・ジョイナーのオリンピック記録を更新する10秒61をマークして、自己ベストを更新し、金メダルを獲得した。200mでは決勝で21秒53のジャマイカ記録を更新し、金メダルを獲得した。これにより100m・200mで2大会連続の2冠を達成した。
同年8月21日に行われたダイヤモンドリーグユージーン大会では世界歴代2位となる10秒54を記録して優勝、フローレンス・グリフィス＝ジョイナーが1988年に樹立した世界記録10秒49にあと0秒05まで迫った。